# Oreopanax arcanus
Oreopanax arcanus är en araliaväxtart som beskrevs av Albert Charles Smith. Oreopanax arcanus ingår i släktet Oreopanax och familjen Araliaceae. Inga underarter finns listade.